# العلاقات المكسيكية الجامايكية
العلاقات المكسيكية الجامايكية هي العلاقات الثنائية التي تجمع بين المكسيك وجامايكا.

## مقارنة بين البلدين
هذه مقارنة عامة ومرجعية للدولتين:
| وجه المقارنة                                              | المكسيك                                                                               | جامايكا       |
| --------------------------------------------------------- | ------------------------------------------------------------------------------------- | ------------- |
| المساحة (كم2)                                             | 1.97 مليون                                                                            | 10.99 ألف     |
| عدد السكان (نسمة)                                         | 130.53 مليون                                                                          | 2.95 مليون    |
| الكثافة السكانية (ن./كم²)                                 | 66.26                                                                                 | 268.43        |
| العاصمة                                                   | مدينة مكسيكو                                                                          | كينغستون      |
| اللغة الرسمية                                             | اللغة الإسبانية                                                                       | لغة إنجليزية  |
| العملة                                                    | بيزو مكسيكي                                                                           | دولار جامايكي |
| الناتج المحلي الإجمالي (بليون دولار)                      | 1.15 تريليون                                                                          | 14.77 مليار   |
| الناتج المحلي الإجمالي (تعادل القوة الشرائية) بليون دولار | 2.16 تريليون                                                                          | 24.79 مليار   |
| الناتج المحلي الإجمالي الاسمي للفرد دولار أمريكي          | 9.01 ألف                                                                              | 5.23 ألف      |
| الناتج المحلي الإجمالي للفرد دولار أمريكي                 | 17.32 ألف                                                                             | 8.88 ألف      |
| مؤشر التنمية البشرية                                      | 0.756                                                                                 | 0.719         |
| رمز المكالمات الدولي                                      | +52                                                                                   | +1876         |
| رمز الإنترنت                                              | .mx                                                                                   | .jm           |
| المنطقة الزمنية                                           | منطقة زمنية وسطى، المنطقة الزمنية الجبلية، زمن منطقة المحيط الهادئ، منطقة زمنية شرقية | 00            |

## منظمات دولية مشتركة
يشترك البلدان في عضوية مجموعة من المنظمات الدولية، منها:
| علم المنظمة | اسم المنظمة                                                          | تاريخ انضمام المكسيك | تاريخ انضمام جامايكا |
| ----------- | -------------------------------------------------------------------- | -------------------- | -------------------- |
|             | يونسكو                                                               | 4 نوفمبر 1946        | 7 نوفمبر 1962        |
|             | وكالة ضمان الاستثمار متعدد الأطراف                                   | 1 يوليو 2009         | 12 أبريل 1988        |
|             | الأمم المتحدة                                                        | 7 نوفمبر 1945        | 18 سبتمبر 1962       |
|             | وكالة حظر الأسلحة النووية في أمريكا اللاتينية ومنطقة البحر الكاريبي ‏ | ?                    | ?                    |
|             | الاتحاد البريدي العالمي                                              | ?                    | ?                    |
|             | البنك الدولي للإنشاء والتعمير                                        | 31 ديسمبر 1945       | 21 فبراير 1963       |
|             | المنظمة الهيدروغرافية الدولية                                        | ?                    | ?                    |
|             | بنك التنمية الكاريبي ‏                                                | ?                    | ?                    |
|             | الاتحاد الدولي للاتصالات                                             | 1 يوليو 1908         | 18 فبراير 1963       |
|             | منظمة حظر الأسلحة الكيميائية                                         | ?                    | ?                    |
|             | مؤسسة التمويل الدولية                                                | 20 يوليو 1956        | 31 مارس 1964         |
|             | منظمة التجارة العالمية                                               | 1995                 | ?                    |
|             | منظمة الشرطة الجنائية الدولية                                        | ?                    | ?                    |

## أعلام
هذه قائمة لبعض الشخصيات التي تربطها علاقات بالبلدين:
- ملفين براون (لاعب كرة قدم مكسيكي، 28 يناير 1979[20] – )

## وصلات خارجية
- موقع وزارة الخارجية المكسيكية
- موقع وزارة الخارجية الجامايكية